# Zoltán Kovács (piragüista)
Zoltán Kovács es un deportista húngaro que compitió en piragüismo en la modalidad de aguas tranquilas. Ganó tres medallas de oro en el Campeonato Mundial de Piragüismo entre los años 1985 y 1987.

## Palmarés internacional
| Campeonato Mundial | Campeonato Mundial | Campeonato Mundial | Campeonato Mundial |
| Año                | Lugar              | Medalla            | Evento             |
| ------------------ | ------------------ | ------------------ | ------------------ |
| 1985               | Malinas (Bélgica)  | Medalla de oro     | K4 10 000 m        |
| 1986               | Montreal (Canadá)  | Medalla de oro     | K4 1000 m          |
| 1987               | Duisburgo (RFA)    | Medalla de oro     | K4 1000 m          |